# Kim Young-Nam
Kim Young-Nam, född den 15 juni 1960 i Hampyeong, Sydkorea, är en sydkoreansk brottare som tog OS-guld i welterviktsbrottning i den grekisk-romerska klassen 1988 i Seoul.